# Uadi Tafna
El riu Tafna o uadi Tafna (àrab: وادي تافنة, wādī Tāfna) és un curs d'aigua d'Algèria situat al nord-oest del país. Comunament qualificat de rierol, és en realitat un riu. Travessa els valiats de Tlemcen i d'Aïn Témouchent abans de desembocar a la Mediterrània.

## Història
En l'edat antiga, a causa d'errors dels copistes, li deien riu Ligar. Ha estat també anomenat Nigrensis.
Al segle xi, al-Bakrí esmenta que el Tafna és navegable.
El geògraf Mac Carthy esmenta que al 1850 els pescadors de l'estat espanyol remuntaven el riu.
El riu ha donat nom al tractat de Tafna, signat el 30 de maig de 1837 entre l'emir Abdelkader i Bugeaud.

## Curs d'aigua
El Tafna naix al Jebel Merchiche, a les Muntanyes de Tlemcen prop de Sebdou, a 1.600 m d'altitud.
En el període d'aigües altes, una part del cabal del riu s'alimenta per les surgèrcies càrstiques de Ghar Boumâaza, perquè el Tafna té un curs subterrani aigües amunt, les galeries del qual han estat explorades per espeleòlegs.
El seu curs a l'aire lliure, amb una longitud de 165 km, s'estén pel valiat de Tlemcen, i després d'haver superat gorges sinuoses, penetra a Aïn Témouchent, travessa la ciutat antiga de Siga, i desemboca a la Mediterrània, enfront de l'illa de Rachgoun.
La seua conca hidrogràfica té una superfície de 7,250 km² i alimenta cinc embassaments: Beni Bahdel, El-Meffrouch, Sidi Abdelli, Hammam Boughrara i Sikkak.
El Tafna té com a afluents i subafluents el uadi Khémis, el uadi Bou Kiou, el uadi Dahman, el uadi Zitoun, el Sikkak, el Mouilha, el uadi Bou Khallouf, el uadi Tellout i el uadi Isser. A través del uadi Isly, la conca hidrogràfica del Tafna s'estén parcialment fins al Marroc.

## Irrigació
La conca proporciona l'aigua necessària per a 2 milions de persones i per als diversos usos. Els embassaments tenen una capacitat global de 380,106 m³, però la sequera ha generat un declivi creixent dels recursos d'aigua superficial i subterrània des de mitjan dècada dels 1970.
La conca, però, és important pel dinamisme agrícola de la seua horta i la producció de melons i síndries que assorteixen els mercats de Tlemcen i d'Orà.[5]